# Бусурманкулов, Эмиль Табалдыевич
Эмиль Табалдыевич Бусурманкулов (род. 1 апреля 1969) — киргизский футболист, футбольный судья, спортивный организатор.

## Биография
В качестве футболиста выступал в первом сезоне независимого чемпионата Кыргызстана за «Спартак» (Токмак), сыграл 11 матчей в высшей лиге.
С 1990-х годов занимался судейством футбольных матчей. Неоднократно (1999, 2006, 2009) был главным арбитром финальных матчей Кубка Кыргызстана.
С 2002 года имел звание рефери ФИФА. Работал на международных матчах среди клубов и сборных, в том числе судил два матча отборочного турнира чемпионата мира 2006 года в азиатской зоне. Также работал на матчах Кубка Содружества.
В 2011 году завершил судейскую карьеру.
По состоянию на 2011—2013 годы работал директором футбольного клуба «Алга». По состоянию на 2018 год — директор судейского департамента ФФКР, также занимается инспектированием матчей высшей лиги.